# Liste der Monuments historiques in Valderoure
Die Liste der Monuments historiques in Valderoure führt die Monuments historiques in der französischen Gemeinde Valderoure auf.

## Liste der Bauwerke
| Bezeichnung       | Beschreibung | Standort                   | Kennzeichnung | Schutzstatus | Datum | Bild           |
| ----------------- | ------------ | -------------------------- | ------------- | ------------ | ----- | -------------- |
| Kapelle St-Léonce |              | Chemin Saint-Léonce (Lage) | PA00080905    | Classé       | 1947  | weitere Bilder |